# Geometria elementarna
Geometria elementarna – część geometrii, w której do badania figur i ich właściwości stosuje się tzw. metody elementarne, bez wykorzystania algebry wyższej czy analizy matematycznej.